# Don Chisciotte
Don Chisciotte es una ópera en dos actos del compositor español Manuel García estrenada alrededor de 1826 y basada en los capítulos XXI al XXVIII de la primera parte del Ingenioso Hidalgo Don Quijote de la Mancha. Se desconoce el autor del libreto; para algunos estudiosos sería el mismo Manuel García.
Esta ópera rara vez se representa en la actualidad; en las estadísticas de Operabase aparece con sólo una representación en el período 2005-2010.

## Argumento
Sancho Panza entra en una venta en la que se encuentran Ferulino y Rapidelo (El Cura y El Barbero). Ambos urden una estrategia para atraer a Don Quijote.
Sancho engañado parte en busca de su señor para informarle que el gigante Panfilón ha usurpado el reino de la princesa Micomicona. 
Llegan a la venta Fernando y Lucinda. Lucinda se enamora de Cardenio y rechaza a Fernando. Don Quijote y Sancho llegan a la venta y son burlados por Dorotea disfrazada de princesa Micomicona. Poco después Fernando y Cardenio se enfrentan por el amor de Lucinda mientras Don Quijote intenta evitar el enfrentamiento.
El acto termina con el Auditor que entra en la venta con orden de detener a Fernando.
En el segundo acto Don Quijote libra una gran batalla contra unos odres de vino que el cree son el gigante Panfilón. Dorotea se reúne con Fernando y Lucinda con Cardenio. Los cuatro amantes reconciliados zanjan sus disputas.
Sancho Panza descubre que está siendo víctima de un engaño, se lo comunica a Don Quijote el cual enojado trata de matarlo.
El acto termina con la celebración de un banquete durante el cual Ferulino consigue por fin reducir a Don Quijote y enjaularlo para transportarlo de vuelta a su casa y lograr que cure de su locura.
- Datos: Q5813167